# Metallyra
Metallyra is een kevergeslacht uit de familie van de boktorren (Cerambycidae). De wetenschappelijke naam van het geslacht werd voor het eerst geldig gepubliceerd in 1864 door Thomson.

## Soorten
Metallyra omvat de volgende soorten:
- Metallyra aliberti Lepesme, 1956
- Metallyra nigra Fuchs, 1974
- Metallyra nitidicollis (Gestro, 1895)
- Metallyra rufiscapus Lepesme & Breuning, 1956
- Metallyra rufobrunnea Adlbauer, 2007
- Metallyra rufofemorata (Corinta-Ferreira, 1953)
- Metallyra rufotibialis Lepesme & Breuning, 1956
- Metallyra septentrionalis Lepesme & Breuning, 1956
- Metallyra similis Lepesme & Breuning, 1956
- Metallyra spinipennis Breuning, 1961
- Metallyra stenochioides Thomson, 1864
- Metallyra sulcipennis (Gahan, 1904)
- Metallyra tuberculata Veiga-Ferreira, 1971
- Metallyra vicina (Corinta-Ferreira, 1955)
- Metallyra wladimirii Veiga-Ferreira, 1971